# Aristolochia fimbriata
Aristolochia fimbriata es una especie de planta perenne de la familia Aristolochiaceae. Se encuentra en Brasil, Paraguay, Bolivia, Uruguay y Argentina. Las flores de la planta atraen mariposas y es conocida por sus propiedades medicinales tradicionales.